# Oud-Westenrijkpolder
De Oud-Westenrijkpolder is een polder ten oosten van Hoek, behorende tot de Polders tussen Axel, Terneuzen en Hoek, in de Nederlandse provincie Zeeland.
In 1604 wilde Barthold van Vlooswijk de betreffende schorren reeds bedijken. Er kwamen echter allerlei verwikkelingen, en uiteindelijk werd de polder in 1616 ingedijkt door inwoners van Delft. De polder werd aanvankelijk ook Delftse polder genoemd. Na inundatie volgde herdijking in 1638. De naam Westenrijk houdt verband met de hoeve Westenrijk bij Woerden, waarvan de Van Vlooswijks het tiendrecht bezaten.
De polder is 238 ha groot. In de polder ligt het natuurgebied Blikken Weitje.